# Języki Zachodniej Barkly
Języki Zachodniej Barkly – mała australijska rodzina językowa, skupiająca kilka języków aborygeńskich z północnej Australii.
Nie wykazano ich pokrewieństwa z innymi rodzinami językowymi.
Języki Zachodniej Barkly dzielą się na:
- język jingili[2] – grupa zachodnia[1]
- język ngarnga oraz „McArthur language”[a] (dialekty gudandji, wambaya i binbinka) – grupa wschodnia[2]

W latach 80. XX w. Neil Chadwick zaproponował związek języków Zachodniej Barkly z dżamindżungańskimi, wraz z którymi miałyby tworzyć – jak ją sam nazwał – rodzinę języków mindyjskich.